# Нави-Марин Корпс Мемориал Стэдиум
«Нави-Марин Корпс Мемориал Стэдиум» или «Нави-Марин Корпс Мемориэл Стэдиум» (англ. Navy–Marine Corps Memorial Stadium) — футбольный стадион, расположенный рядом с кампусом Военно-морской академии США в городе Аннаполис (США). Открыт в 1959 году, является домашней ареной студенческой команды по американскому футболу «Нави Мидшипмен» и профессионального клуба лакросса «Чесапик Бэйхоукс». На стадионе также проходит Милитари Боул.
26 сентября 1959 года стадион был открыт крупной победой местной команды со счётом 29:2 над гостями из Колледжа Вильгельма и Марии. Текущая вместимость составляет 34 000 зрителей. Рекорд посещаемости — 38 792 человека, установлен 7 октября 2017 года, когда «Нави» победили «Эйр Форс Фэлконс» со счётом 48:45. До 1959 года футбольная команда проводила свои домашние игры на «Томпсон Стэдиум», который вмещал всего 12 000 человек. Его место на территории кампуса сейчас занимает «Лиджон Холл» — центр водных видов спорта Военно-морской академии.
На стадионе проходили 6 матчей группового этапа футбольного турнира в рамках летних Олимпийских игр 1984 года. В апреле 2018 года здесь был сыгран матч MLS между «ДиСи Юнайтед» и «Коламбус Крю».

## Особенности стадиона

### Мемориал
Стадион является памятником солдатам Военно-морских сил (ВМС) и Корпуса морской пехоты США. Он посвящён тем, кто служил и служит в данных подразделениях. Стадион увешан тысячами мемориальных стендов и настенных табличек, в которых отражены многочисленные сражения ВМС и Морской пехоты с начала XX века.

### Ремонт
В 2004 году стадион претерпел частичную реконструкцию. Была расширена ложа для прессы. Ремонтными работами занимаются компания 360 Architecture и Джей Шварц. С 2005 года стадион продолжал расширяться и обновляться. К ремонтным работам относится косметический ремонт входа в зону выхода на матч. Также команда под руководством Шварца уменьшила игровое поле с целью увеличения вместимости, спроектировала клубные кресла и оформленные в клубных цветах помещения, частные апартаменты, дополнительные места на стадионе, обновила туалеты, места питания, банкетные залы и раздевалки.

### Название поля
Футбольное поле стадиона имеет своё собственное название «Джек Стивенс Филд». Названо в честь выпускника академии 1947 года Джексона Стивенса, чьи пожертвования помогли отремонтировать стадион, внести вклад в развитие Музея Академии и других академических проектов.

### Хоккейная классика
3 марта 2018 года в рамках Стадионной серии НХЛ здесь прошёл хоккейный матч на открытом воздухе, в котором «Вашингтон Кэпиталз» обыграли «Торонто Мейпл Лифс» со счётом 5:2. Игру посетили 29 516 зрителей.